# Mosinee
Mosinee é uma cidade localizada no estado norte-americano de Wisconsin, no Condado de Marathon.

## Demografia
Segundo o censo norte-americano de 2000, a sua população era de 4063 habitantes.
Em 2006, foi estimada uma população de 4078, um aumento de 15 (0.4%).

## Geografia
De acordo com o United States Census Bureau tem uma área de
22,2 km², dos quais 20,2 km² cobertos por terra e 2,0 km² cobertos por água. Mosinee localiza-se a aproximadamente 355 m acima do nível do mar.

## Localidades na vizinhança
O diagrama seguinte representa as localidades num raio de 20 km ao redor de Mosinee.